# Cocatedral de São João (Valeta)

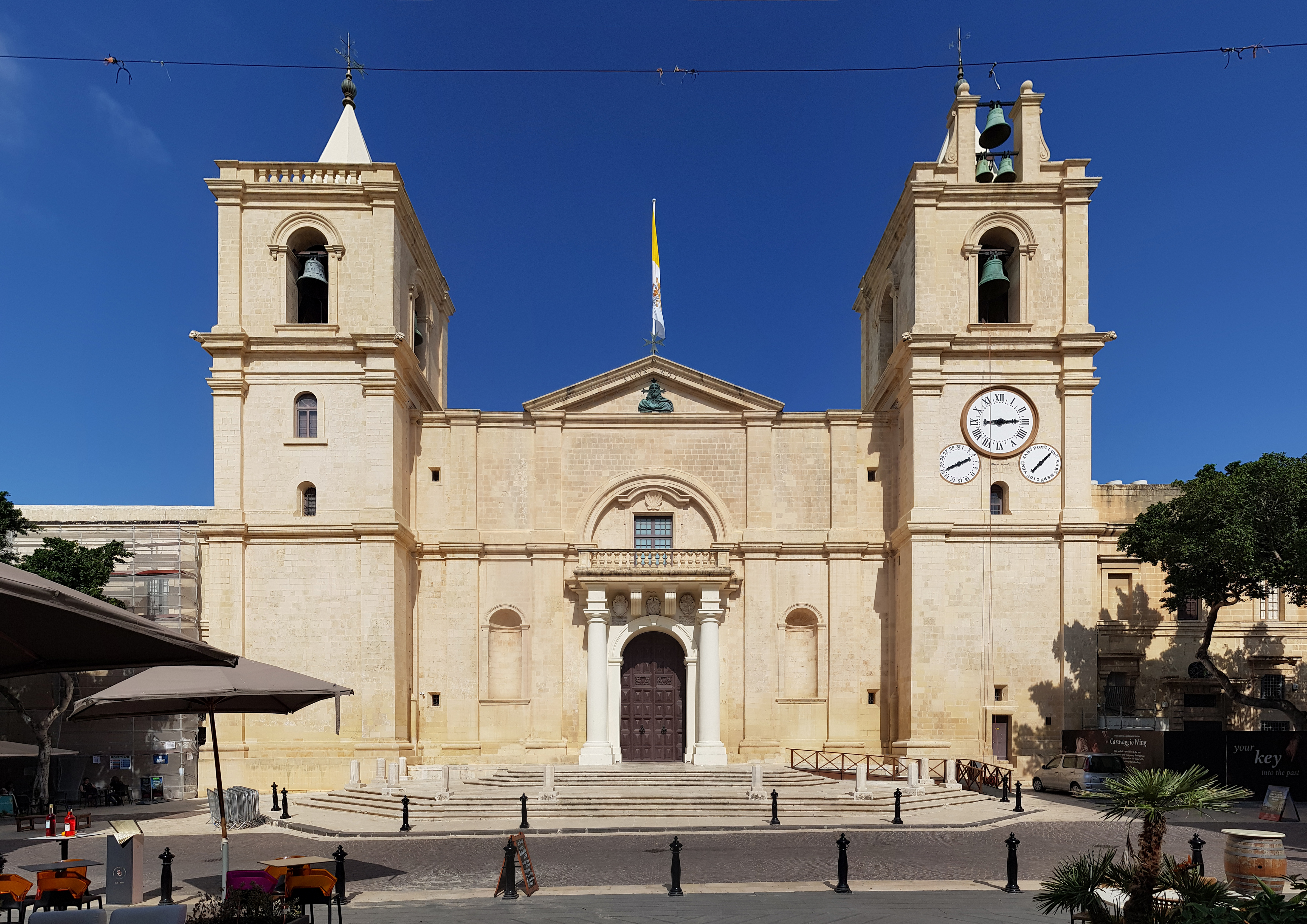
Cocatedral de S. João

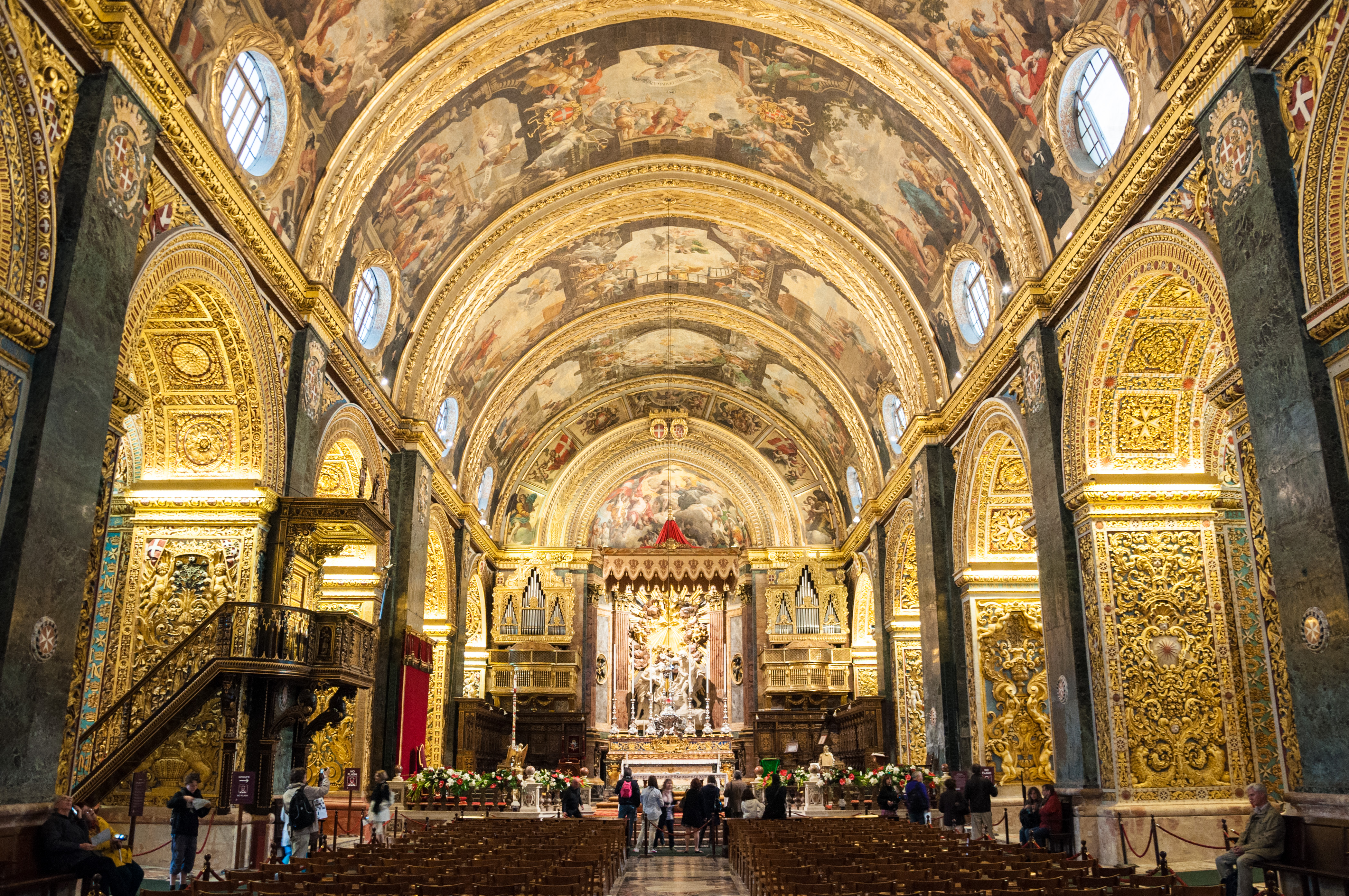
Interior da Cocatedral de S. João.

A Igreja de São João, mais conhecida como Cocatedral de São João (em maltês:  Kon-Katidral ta’ San Ġwann ), localizada em La Valetta, Malta, foi construída pelos Cavaleiros de S. João entre 1573 e 1578. Incumbida pelo Grão-Mestre  Jean de la Cassière em 1572 como igreja conventual da Ordem dos Cavaleiros de S. João do Hospital - conhecidos como Hospitalários ou  Cavaleiros de Malta , a Igreja foi desenhada pelo arquitecto militar maltês Gerolamo Cassar que delineou alguns dos edifícios mais proeminentes de La Valetta.

## Fachada
O exterior austero da Catedral, construída imediatamente após o Grande Cerco de 1565, possui reminiscências de um forte militar.

## Interior
O interior, em grande contraste com a fachada, é extremamente ornamentado  e foi decorado no auge do período Barroco. O interior foi largamente decorado por Mattia Preti, artista da Calábria e Cavaleiro da Ordem. Preti traçou as complexas paredes de pedra, pintou os tectos abobadados e os altares laterais parecem ao com cenas da vida de S. João. Curiosamente, as figuras pintadas no tecto junto a cada coluna para o espectador parecem inicialmente estátuas a 3 dimensões, mas, sob olhar atento, vemos que o artista criou astutamente a ilusão de uma tridimensionalidade através do uso e da colocação das sombras.  Também digno de nota é o facto de que todo o entalhe foi realizado no local (in situ) em vez de as partes terem sido entalhadas de forma independente e, em seguida, ligadas às paredes (através de estuque). O calcário maltês de que a catedral é construída presta-se particularmente bem a estas esculturas intrincadas.
Próximo da entrada principal encontra-se o monumento funerário do Grão-Mestre Fra Marc'Antonio Zondadari de Siena, sobrinho do Papa Alexandre VII.

## Capelas

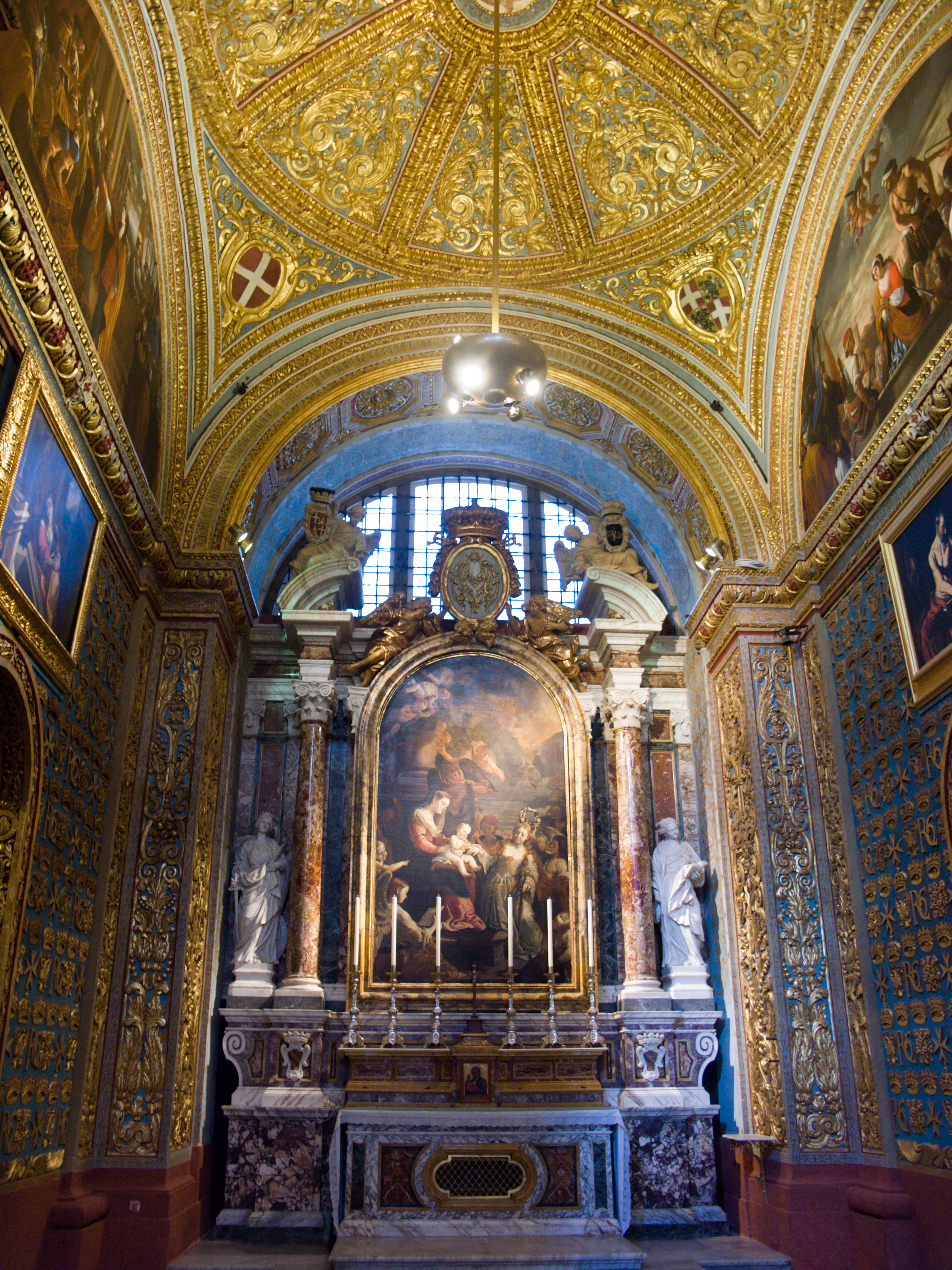
Uma capela da catedral

A Catedral contem oito ricas capelas, cada uma das quais dedicada ao santo padroeiro das 8 línguas (secção ou origens) dos Cavaleiros da Ordem. Do lado esquerdo da igreja encontram-se as seguintes capelas;
A Capela da Liga Anglo-Bávara, outrora conhecida como a Capela da Relíquia, onde os Cavaleiros costumavam manter as relíquias que tinham adquirido ao longo dos séculos.
A Capela da Provença é dedicada a S. Miguel.
A Capela de França é dedicada à Conversão de S. Paulo. Esta capela foi modificada no século XIX. Encontram-se nesta capela os monumentos funerários dos grão-mestres Fra Adrien de Wignacourt e Fra Emmanuel de Rohan-Polduc.
A capela de Itália , dedicada a Santa Catarina de Alexandria, santa padroeira da secção (língua) Italiana.
A Capela da Alemanha  é dedicada à Epifania de Cristo. A pintura principal é do pintor maltês Stefano Erardi.
Do lado direito da igreja existem as seguintes capelas;
A Capela do Santíssimo Sacramento, outrora conhecida como a Capela de Nossa Senhora de Filermos. O quadro desta capela é Nossa Senhora de Carafa que é uma cópia da Nossa Senhora de Lanciano. Entre os cavaleiros enterrados nesta capela encontram-se Fra Gian Francesco Abela e Fra Flaminio Balbiano.
A Capela de Auvergne é dedicada a São Sebastião.  O único monumento funerário nesta capela é o de Fra Annet de Clermont.
A Capela de Aragão é dedicada a São Jorge. O quadro principal foi pintado por Mattia Preti e é considerado como uma das suas obras-primas. Nesta capela podem-se encontrar os monumentos funerários dos seguintes grão-mestres: Fra Martin de Redin, Fra Raphael Cotoner, Fra Nicolau Cotoner e Fra Ramon Perellós.
A Capela de Castela, Leão e Portugal é dedicada a Santiago Maior. Aqui se encontram os monumentos funerários dos grão-mestres António Manuel de Vilhena e Manuel Pinto da Fonseca.

## Obras de arte

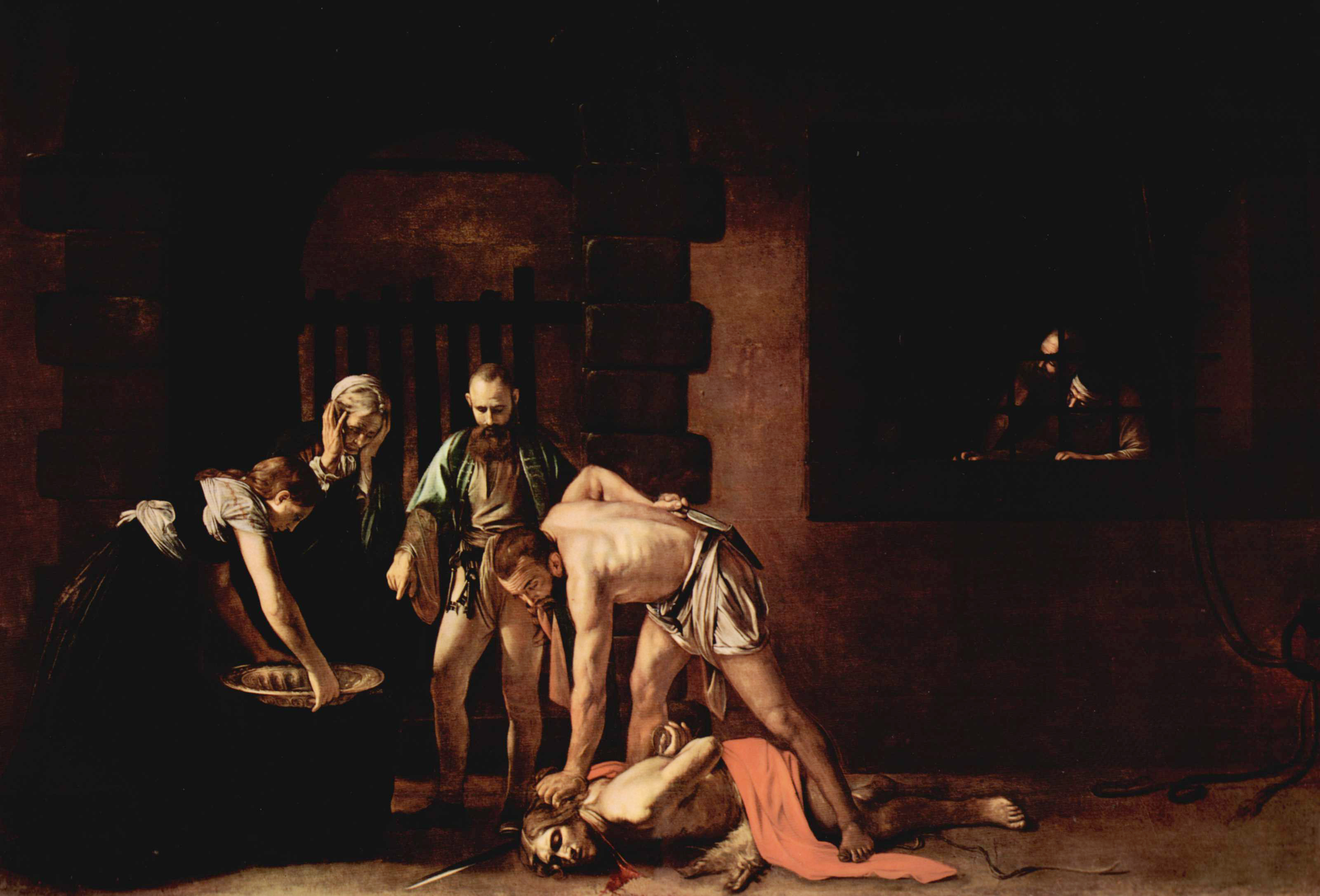
Decapitação de S. João Baptista, 1608. Óleo sobre tela, 361 x 520 cm. Oratório da Cocatedral.

A Decapitação de S. João Baptista (1608) de Caravaggio (1571–1610) é a obra mais famosa da igreja. Considerada a obra-prima de Caravaggio e o único quadro assinado pelo pintor, a tela é exibida no Oratório para o qual foi pintada. Restaurada em Florença nos finais dos anos 90 do século XX, esta pintura mostra um dos usos mais impressionantes do estilo Chiaroscuro que o tornaram famoso – o círculo de luz que ilumina a cena da decapitação de S. João Baptista a pedido de Salomé. O oratório alberga igualmente o quadro “S. Jerónimo” (1607–1608) também de Caravaggio.
Outra característica impressionante da igreja é o conjunto de lápides de mármore na nave em que foram enterrados cavaleiros importantes. Os cavaleiros mais importantes foram colocados mais perto da frente da igreja. Estes túmulos, ricamente decorados com mármore embutido e com o brasão de armas do cavaleiro enterrados abaixo, tal como imagens relevantes para esse cavaleiro, muitas vezes narram um triunfo em batalha, criando um belo testemunho visual na igreja. Outra obra de arte importante é a escultura de grupo de Mazzuoli atrás do Altar principal.
Junto à igreja está o Museu da Cocatedral de S. João, possuidor de obras de arte. Entre os conteúdos do museu encontram-se as tapeçarias do Grão-Mestre Fra Ramon Perellós i Rocafull, pinturas dos Grão-Mestres Jean de la Cassière, Nicolau Cotoner e Manuel Pinto da Fonseca, este último que estava na capela lateral, assim como o S. Jorge matando o Dragão de Francesco Potenzano.

## Visitas
A catedral está aberta aos visitantes de:
Segunda a Sexta:         09.30 às 16.30h (última entrada às 16.00h)
Sábados:                09.30 às 12.30h (última entrada às 12.00h).
Fechado ao Domingo e Feriados públicos.
O preço inclui o fornecimento de guias áudio com 24 paragens. Estes guias estão disponíveis em seis línguas (Maltês, Inglês, Italiano, Francês, Russo, Alemão e Castelhano).

## Outras informações
A Cocatedral de S. João foi a igreja conventual dos Hospitalários (Cavaleiros de S. João). Conventual no sentido de convento, que com o tempo cresceu até atingir igual proeminência com a catedral do arcebispo em Mdina. O nome, Cocatedral, refere-se ao seu papel dual, mas tardio. Por vota de 1820, foi permitido ao Bispo de Malta, cuja sé estava em Mdina, usar S. João como sé alternativa; daí o nome de Cocatedral. O lugar onde a Cocatedral foi construída pertence ao Governo de Malta e o cuidado da cocatedral e do museu foi entregue à Fundação da Cocatedral de S. João, cujo secretário executivo é o Dr Claude P.P. Busuttil. A curadora é a Sra. Cynthia de Giorgio, enquanto que o coordenador de projectos é o Sr. Dane Munro.

## Galeria do Interior

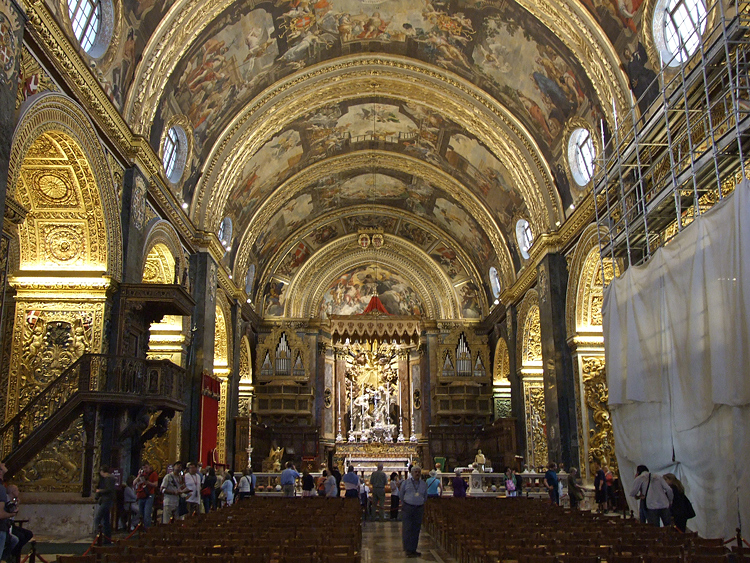
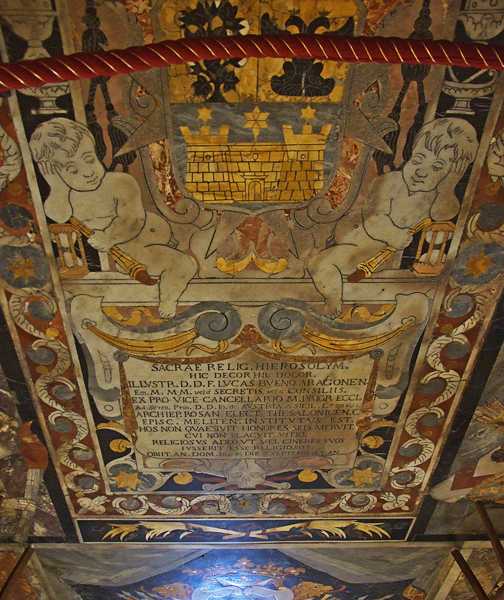
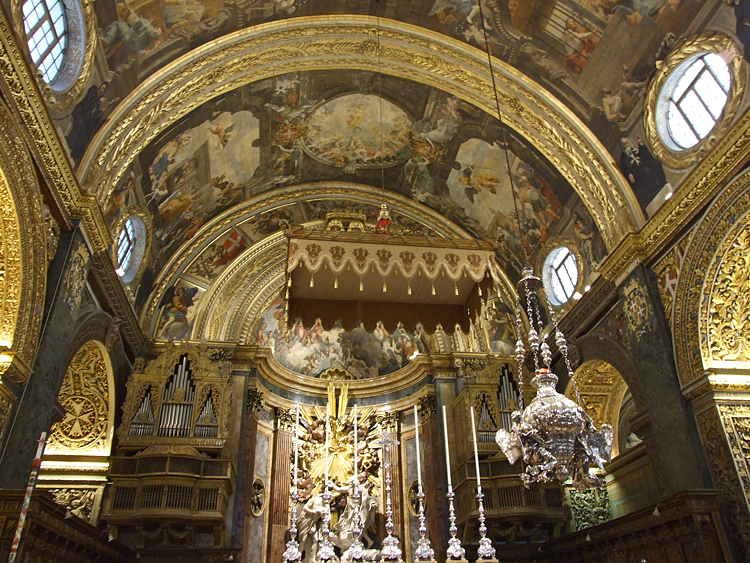
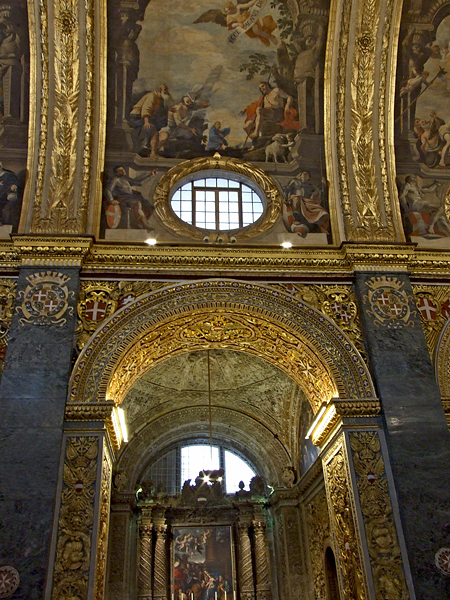
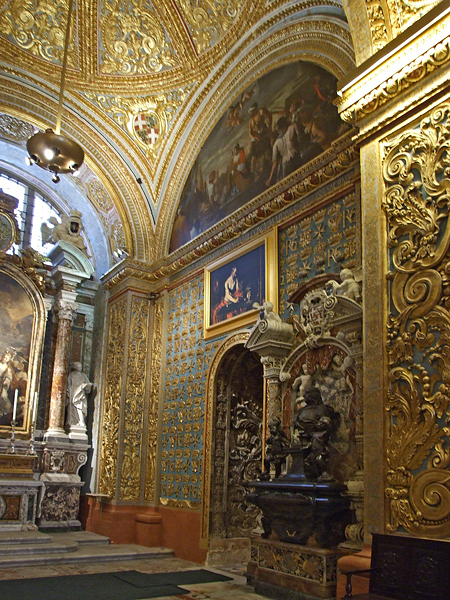
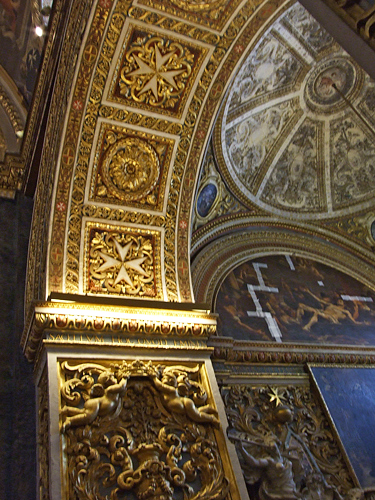